# La ragnatela 2
La ragnatela 2 è una miniserie televisiva prodotta in Italia, andata in onda su Rai 2 nel 1993.
È il seguito della miniserie La ragnatela, andata in onda su Rai 2 nel 1991.